# The UB Post
The UB Post es un periódico semanal publicado en Ulán Bator, Mongolia. Fundado en 1996 por Tserendorj Baldorj. Funciona como un periódico en papel y en formato en línea. Las letras UB son las siglas del nombre de la capital mongola, Ulán Bator (en inglés: Ulaanbaatar).
El UB Post publica informaciones sobre la economía, eventos políticos, asuntos sociales en Mongolia y el resto del mundo. Utiliza el idioma inglés para llegar a la audiencia global. El periódico también publica versiones especiales informando sobre acontecimientos de mayor importancia, en cooperación con varios expertos.